# Аль-Файед, Доди
До́ди Аль-Файе́д (араб. دودي الفايد‎, полное имя Има́д ад-Дин Муха́ммед Абд Аль-Му́н’им Аль-Фа́йед, араб. عماد الدين محمد عبد المنعم الفايد‎ [ʕeˈmæːd ɪdˈdiːn mæˈħæmmæd ʕæbdelˈmenʕem fæːjed]; 15 апреля 1955, Александрия — 31 августа 1997, Париж) — продюсер, сын египетского миллиардера Мохаммеда Аль-Файеда. Погиб в автокатастрофе вместе с принцессой Дианой и водителем Анри Полем в туннеле перед парижским мостом Альма на набережной Сены в 1997 году.

## Биография
Родился в египетском городе Александрия. Назван в честь Мухаммеда Абд аль-Мун’има, регента Египта в 1952—1953 гг., сына хедива Аббаса II. Учился в Колледже Святого Марка, затем в Institut Le Rosey (Швейцария). Одно время Доди также учился в Королевской военной академии в Сандхерсте.

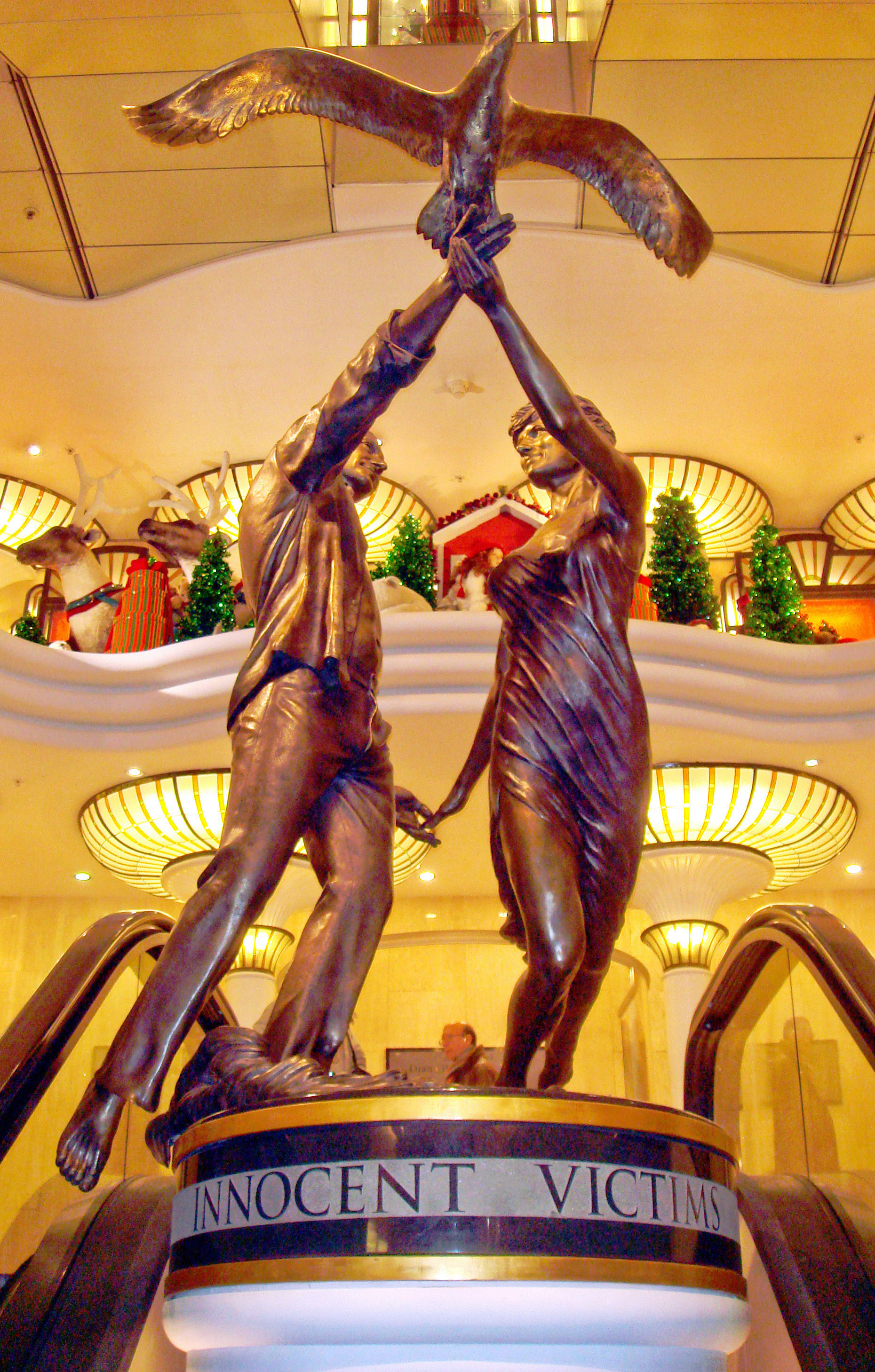
Один из памятников Доди и Диане в универмаге Harrods

Участвовал в создании фильмов: «Битое стекло» (1980) и «Огненные колесницы» (1981), а также кинофильма «F/X» и его продолжения. Исполнительный продюсер кинофильмов «Крюк» с Робином Уильямсом и Дастином Хоффманом в главных ролях, и «Алая буква» (1995). Доди также работал в компании своего отца «Harrods» в отделе маркетинга.